# Ferdinand Michael Krøyer Kielberg
Ferdinand Michael Krøyer Kielberg (2. januar 1882 i Skanderborg-19. maj 1958) var en dansk industrimagnat og filantrop, som efter endt uddannelse og et kort ophold i Tyskland  rejste til England, hvor han levede stort set uafbrudt siden. Krøyer Kielberg var søn af børnehjemsforstander Orluf August Kielberg (1842-1927) og Annesine Marie Krøyer (1844-1923). Blev i 1910 gift med Dora Margaret Corfe (1884-?). 

## Baggrund og karriere
Efter at være blevet uddannet som købmand i Skanderborg drog han i 1902 til København, hvor han studerede ved Niels Brocks handelsskole fra 1902-1904. Efter nogle få års arbejde i København rejste han i 1906 til Leipzig og derefter til Liverpool, hvor han arbejdede hos firmaet Marquis Clayton & Co som han allerede i 1909 blev medindehaver af. I 1915  grundlagde han firmaet British Molosses Co. som han i 1926 fusionerede med et andet af sine egne firmaer til The United Molesses Co. Ltd.. I de næste år konsoliderede Kielberg sine forretningsinteresser, som efterhånden omfattede ikke kun sukkerprodukter, men også skibe, el artikler, cement og meget andet. Selv efter britisk målestok var det et omfattende forretningsimperium, Kielberg opbyggede, og da han trak sig tilbage umiddelbart efter 2. verdenskrig skønnes det, at han rådede over aktiver for mere end 1 mia. kroner. Kielberg blev britisk statsborger i 1926.

## 2. verdenskrig
Ved 2. verdenskrigs udbrud var Kielberg en kendt person i England og han stillede sig allerede kort efter besættelsen af Danmark til rådighed for det danske arbejde i England. Først fra september 1940 hvor han blev formand for det danske råd og senere da han i 1941 blev præsident for sammenslutningen af alle danske i Storbritannien. Kielbergs engagement omfattede alt fra organisering af kontakten til Danmark, indsamling af midler til indkøb Spitfires og varetagelse af de danske søfolks interesser. Det var også på Kielbergs invitation, at Christmas Møller rejste til England, og Kielbergs store indsats for De frie danske i England var af stor betydning for, at han i 1947 blev adlet.

## Velgørenhed
Kielberg ydede igennem årene betydelige beløb til velgørenhed. Allerede i 1926 skænkede han sit eget hjem i Liverpool til rekreationshjem til syge børn, og senere skænkede han store også beløb bl.a. til hjem for krigsinvalider. Han støttede allerede længe inden krigen Anglo-Danish Society og Den danske klub i London ligesom også hans hjemland fik del i hans velgørenhed. Niels Brocks handelsskole fik således store beløb ligesom det var almindelig kendt i lokalområdet, at anonyme støttebeløb til julehjælp i hans fødeby, Skanderborg, stammede fra ham.

## Eksterne kilder og henvisninger
- Kraks Blå Bog 1956
- Dansk biografisk leksikon 3. udgave bd. 8 1981
- Emil Blytgen-Petersen: Frie danske i London. Nyt Nordisk Forlag Arnold Busck A/S, 1977, s. 201-208
- Om Ferdinand Michael Krøyer Kielberg på Skanderborg Leksikon